# ريكاردو رينو
ريكاردو رينو (بالإيطالية: Riccardo Regno)‏ (12 أغسطس 1992 ببولونيا في إيطاليا - ) هو لاعب كرة قدم إيطالي في مركز الدفاع. لعب مع نادي برو باتاريا ونادي ليفورنو وASD Barletta 1922 ‏ ونادي غوبيو وPortogruaro Calcio ASD ‏.

## وصلات خارجية
- ريكاردو رينو على موقع قاعدة بيانات كرة القدم.إي يو (الإنجليزية)
- ريكاردو رينو على موقع AS.com (الإسبانية)